# ムネタ
ムネタは、日本のお笑いコンビ。サンミュージックプロダクション所属。
旧コンビ名はサツキ。

## メンバー
- 門脇 のりや（かどわき のりや、1985年8月24日（39歳） - ）
  - 本名、門脇 宣也（かどわき のりや）[1]。
  - ツッコミ・ネタ作り担当[2]、佐藤塾1期生[3]。
  - 三重県四日市市出身、青山学院大学経営学部卒業[4]。
  - 身長172cm、血液型O型[4]。
  - 趣味・特技はサッカー、リバーシ、人付き合いなど[4]。
  - サツキ結成以前は、八代拓郎とのコンビ「こぶし」として活動していた[5]。

- ムネタ（1986年7月5日（38歳） - ）
  - 本名、棟田 康介（むねた こうすけ）[6]。
  - ボケ担当[2]、TOKYO☆笑BIZ7期生[7]。
  - 静岡県御殿場市出身[4]。湘南工科大学出身。
  - 身長176cm、血液型A型[4]。
  - 趣味・特技は出会い系サイト、一発ギャグなど[4]。
  - サツキ結成以前は、仲辻ゆうやとのコンビ「平成デモクラシー」として活動していた[6]。

## 略歴
元々サンミュージックプロダクションでそれぞれ別のコンビとして活動していたが解散、その後ムネタから門脇を誘い2016年に結成する。
旧コンビ名の「サツキ」は門脇の元相方の恋人の名前から。
2024年12月にコンビ名をサツキからムネタへ改名。

## 芸風
ネタは主に漫才。宗教家のようないでたちで不気味な言動をとるムネタのボケと、門脇の「〇〇ない！？」というフレーズのツッコミが特徴。

## 賞レース成績

### M-1グランプリ
| 年度 | 結果         | エントリー No. | 会場                   | 日程     | 備考 |
| ---- | ------------ | -------------- | ---------------------- | -------- | ---- |
| 2016 | 2回戦進出    | 2121           | 雷5656会館ときわホール | 10月12日 |      |
| 2017 | 3回戦進出    | 520            | ルミネtheよしもと      | 10月21日 |      |
| 2018 | 3回戦進出    | 1133           | ルミネtheよしもと      | 10月17日 |      |
| 2019 | 3回戦進出    | 851            | ルミネtheよしもと      | 11月11日 |      |
| 2020 | 2回戦進出    | 1039           | よしもと有楽町シアター | 11月5日  |      |
| 2021 | 2回戦進出    | 316            | 雷5656会館ときわホール | 10月15日 |      |
| 2022 | 準々決勝進出 | 418            | ルミネtheよしもと      | 11月16日 |      |
| 2023 | 2回戦進出    | 5267           | 雷5656会館ときわホール | 10月22日 |      |
| 2024 | 3回戦進出    | 336            | KANDA SQUARE HALL      | 11月6日  |      |

- 2019年 ツギクル芸人グランプリ 決勝進出[11]
- 2022年 お笑い合戦 独眼竜カミナリ 初代年間チャンピオン[12]
- 2023年 R-1グランプリ(ムネタ) 2回戦進出
- 2024年 浜松漫才グランプリ2024 優勝

## 出演
門脇単独の出演については門脇のりや#出演を参照。

### テレビ
- 目指せ!! アウトレット芸人（千葉テレビ、2018年6月20日[13]・7月25日[14]）
- ぐるナイ おもしろ荘 若手にチャンスを頂戴！今年も誰か売れてSP（日本テレビ、2019年1月1日[15][16][17]）
- 深夜に発見!新shock感〜一度おためしください〜（テレビ東京、2019年1月5日、2月10日[18]、6月15日、11月2日、2020年3月31日〜）
- ツギクル芸人グランプリ2019（フジテレビ、2019年7月25日[11]）
- 水曜日のダウンタウン（TBSテレビ、2019年9月26日）
- ネタパレ（フジテレビ、2020年3月6日）
- 有吉の壁 若手予選会2022（日本テレビ、2022年3月30日）
- サツキの仙台発祥ってすごない!?（東日本放送、2022年5月1日〈4月30日深夜〉）

### ラジオ
- マイナビ Laughter Night（TBSラジオ、2017年12月1日初O.A.[19]〜）
- サンドウィッチマンの天使のつくり笑い　4週勝ち抜き(2020.4〜7月)　ゲスト権獲得

### Web番組
- ロンドンハーツ ザ・トライアングル（AbemaTV、2019年10月22日）